# Odontispa latipennis
Odontispa latipennis es una especie de insecto coleóptero de la familia Chrysomelidae descrita en 1928 por Pic.